# Grand Prix automobile d'Allemagne 1954
GP précédent GP suivant
Le Grand Prix d'Allemagne 1954 (XVII Grosser Preis von Deutschland), disputé sur le Nürburgring le 1er août 1954, est la trentième-huitième épreuve du championnat du monde de Formule 1 courue depuis 1950 et la sixième manche du championnat 1954. Il a également reçu le titre de Grand Prix d'Europe.

## Contexte avant le Grand Prix

### Le championnat du monde
Hormis les 500 miles d'Indianapolis, disputés selon l'ancienne formule internationale et chasse gardée des pilotes américains, le championnat du monde se court suivant la nouvelle réglementation de la formule 1 (moteur 2500 cm3 atmosphérique ou 750 cm3 suralimenté, carburant libre). La saison 1954 est nettement dominée par Juan Manuel Fangio, vainqueur des Grands Prix d'Argentine, de Belgique et de France. Après un début de saison sur Maserati, le champion argentin est désormais le fer de lance de la puissante équipe Mercedes-Benz, qui a consacré énormément de moyens dans la conception de sa monoplace. Mercedes a cependant été battu lors du Grand Prix de Grande-Bretagne, où les agiles monoplaces italiennes, emmenées par la Ferrari de José Froilán González, ont mis en évidence la lourdeur des F1 allemandes (carénées) sur les circuits sinueux.

### Le circuit

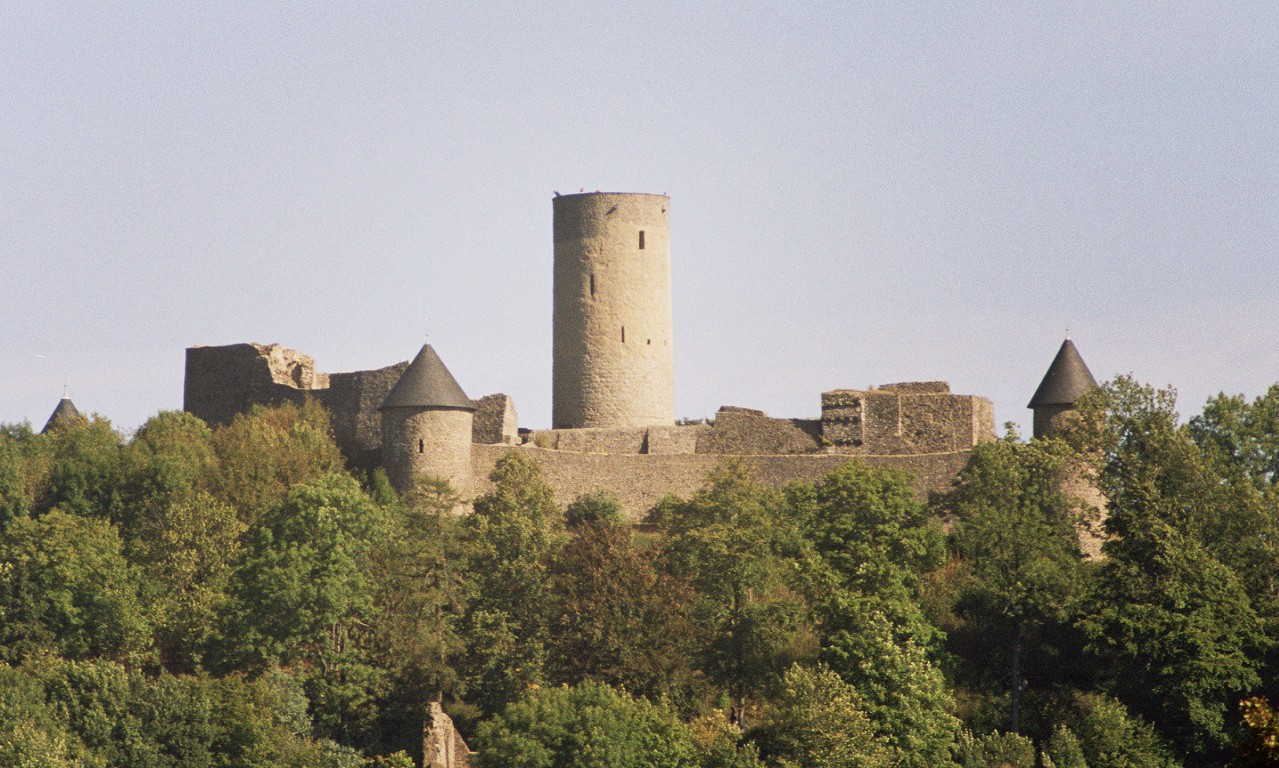
Le château du Nürburg, qui domine le circuit.

Situé dans les montagnes de l'Eifel, le Nürburgring, au tracé naturel accidenté, est considéré comme l'un des circuits les plus difficiles d'Europe. Long de près de 23 kilomètres, comptant 176 virages, il n'autorise pas des moyennes très élevées. Le record officiel de la piste est détenu par le pilote allemand Hermann Lang, auteur d'un tour à 138,66 km/h de moyenne au volant de sa Mercedes lors du Grand Prix de l'Eifel 1939. Pour la première fois depuis la guerre, le Grand Prix va compter 22 tours, ce qui représente une distance supérieure à 500 kilomètres.

## Monoplaces en lice
- Ferrari 625 "Usine"

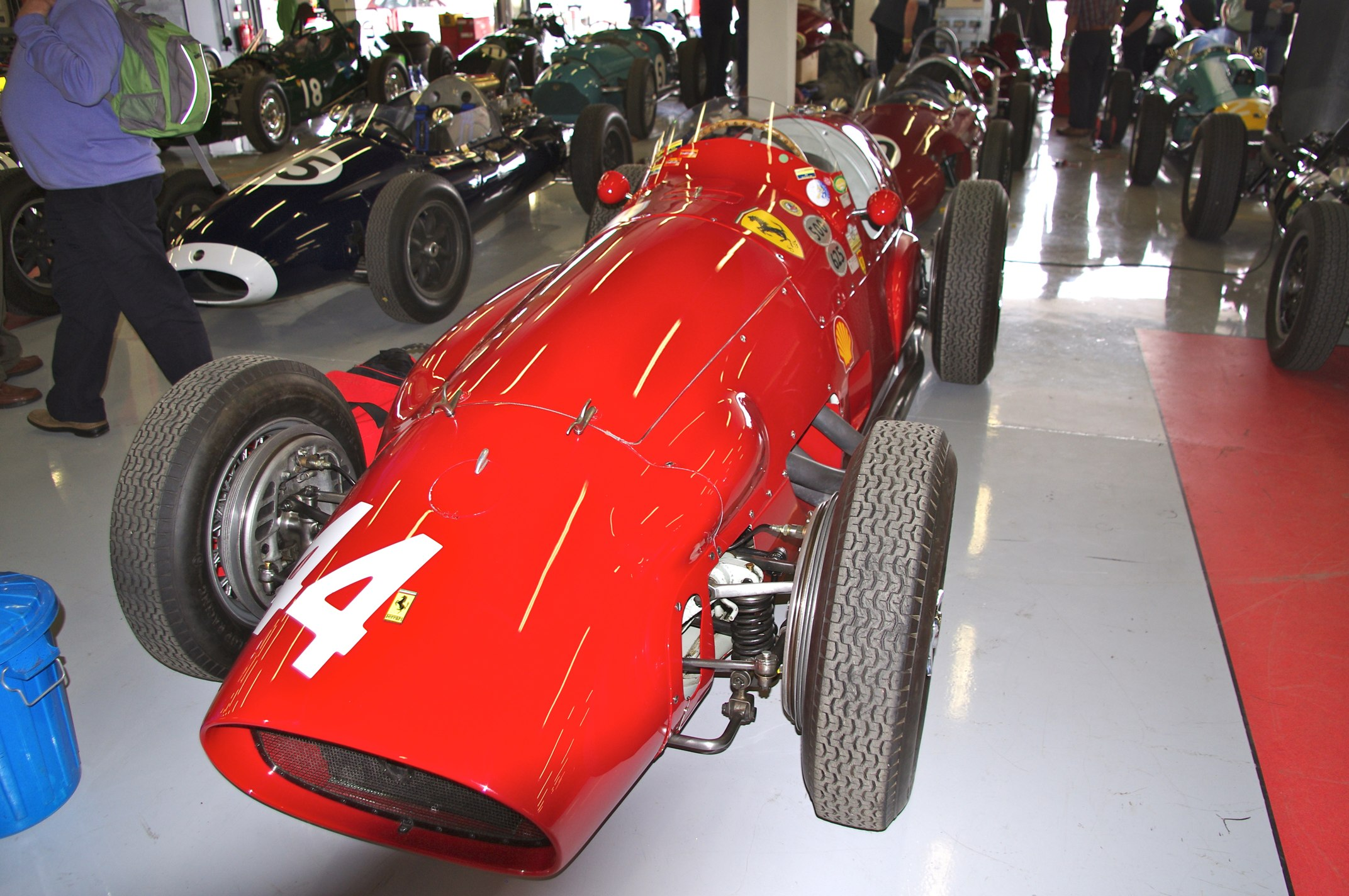
La Ferrari 625, dérivée de la célèbre 500 F2

La Scuderia Ferrari n'a pas eu les résultats escomptés avec sa monoplace type 553. Depuis le Grand Prix de Grande-Bretagne, elle lui préfère le modèle 625, dérivé de la 500 F2 championne du monde en 1952 et 1953. Pesant environ 630 kg, la 625 est équipée du moteur de la 553 (4 cylindres, 250 chevaux à 7500 tr/min), c'est dans cette configuration qu'elle s'est récemment imposée à Silverstone avec José Froilán González. Pour l'épreuve allemande, la Scuderia a engagé quatre voitures, confiées à González, Mike Hawthorn, Maurice Trintignant et Piero Taruffi, ce dernier remplaçant Giuseppe Farina, toujours indisponible à la suite d'un accident sur la piste de Monza en juin. En plus des quatre voitures officielles, on retrouve les deux monoplaces de l'écurie Rosier : une 625 aux mains de Robert Manzon, Louis Rosier pilotant son habituelle 500.
- Maserati 250F "Usine"

Après un début de saison victorieux grâce à Juan Manuel Fangio (vainqueur en Argentine et en Belgique), l'équipe Maserati est rentrée dans le rang. Les deux piges effectuées par Alberto Ascari en remplacement de Fangio se sont soldées par deux abandons, et le champion du monde, dont la nouvelle Lancia D50 n'est pas encore prête, a refusé de poursuivre l'expérience plus avant. Le jeune Argentin Onofre Marimon est désormais le premier pilote, épaulé par le vétéran Luigi Villoresi. L'usine a en outre fait bénéficier la Maserati privée de Sergio Mantovani d'un engagement officiel, et assure également l'assistance de la monoplace de Stirling Moss (pour la circonstance, sa voiture a troqué sa livrée 'vert anglais' pour le rouge italien, seul le nez restant vert). La Maserati 250F est mue par un six cylindres en ligne développant environ 250 chevaux à 7200 tr/min et pèse environ 630 kg. En plus des voitures prises en charge par l'usine, on trouve également trois Maserati privées aux mains de Ken Wharton, Roberto Mieres et Harry Schell, ce dernier disposant d'un modèle de l'année précédente
- Mercedes-Benz W196 "Usine"

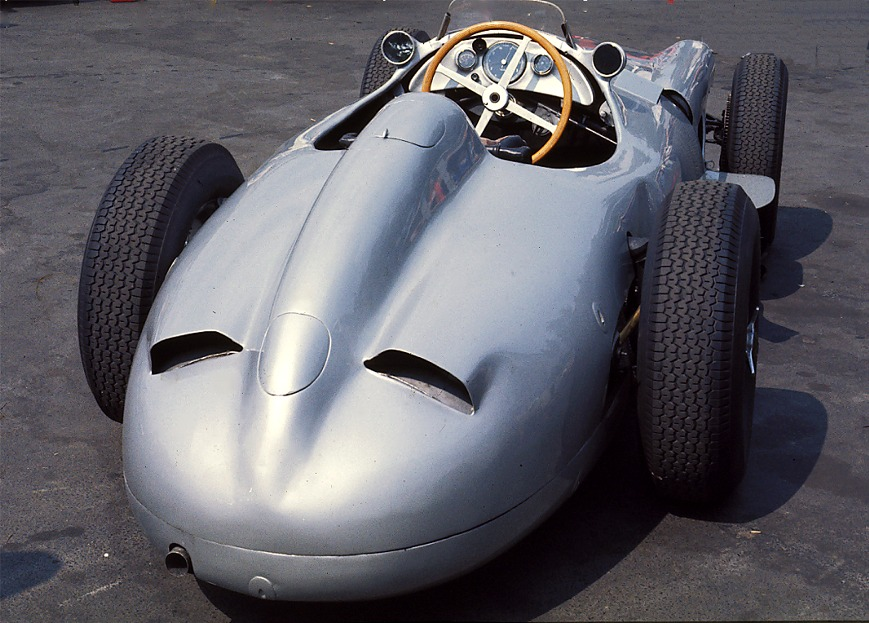
La Mercedes W196 dans sa nouvelle version à carrosserie ouverte

Conscient du handicap que représente la carrosserie enveloppante sur les circuits sinueux, le constructeur allemand a mis les bouchées doubles pour achever les nouvelles versions à carrosserie ouverte qui, outre un gain d'une quarantaine de kilos, permettent surtout aux pilotes de mieux appréhender les trajectoires. Trois de ces modèles ont été achevés deux jours avant la course, ils sont confiés à Juan Manuel Fangio, Karl Kling et au champion d'avant-guerre Hermann Lang. La monoplace de Fangio se distingue par une prise d'air additionnelle à l'avant. La voiture d'Hans Herrmann n'étant pas terminée, ce dernier dispose comme à Reims d'une version carénée. Le moteur huit cylindres en ligne alimenté par injection directe développe désormais 270 chevaux à 8300 tr/min. En version ouverte, le poids est de l'ordre de 690 kg, nettement supérieur à celui des monoplaces italiennes. Ce handicap est compensé par une boîte de vitesses ZF à cinq rapports parfaitement étagés et par l'utilisation d'imposants tambours de freins, montés "inboard".
- Gordini T16 "Usine"

Faute de moyens, Amédée Gordini continue à faire courir ses modèles T16 de l'année précédente, équipés d'un moteur six cylindres dont la cylindrée a été portée à 2,5 litres (environ 230 chevaux à 6500 tr/min). Quatre voitures ont été engagées, mais aucune n'a subi de révision complète depuis la course précédente. Pilote de pointe de l'équipe, Jean Behra est épaulé par les pilotes belges Paul Frère et André Pilette et par l'Argentin Clemar Bucci.
- Klenk Meteor

L'ancien pilote allemand Hans Klenk a engagé une Veritas Meteor modifiée et rebaptisée Klenk Meteor. Équipée d'un moteur six cylindres BMW, elle est pilotée par Theo Helfrich.

## Coureurs inscrits

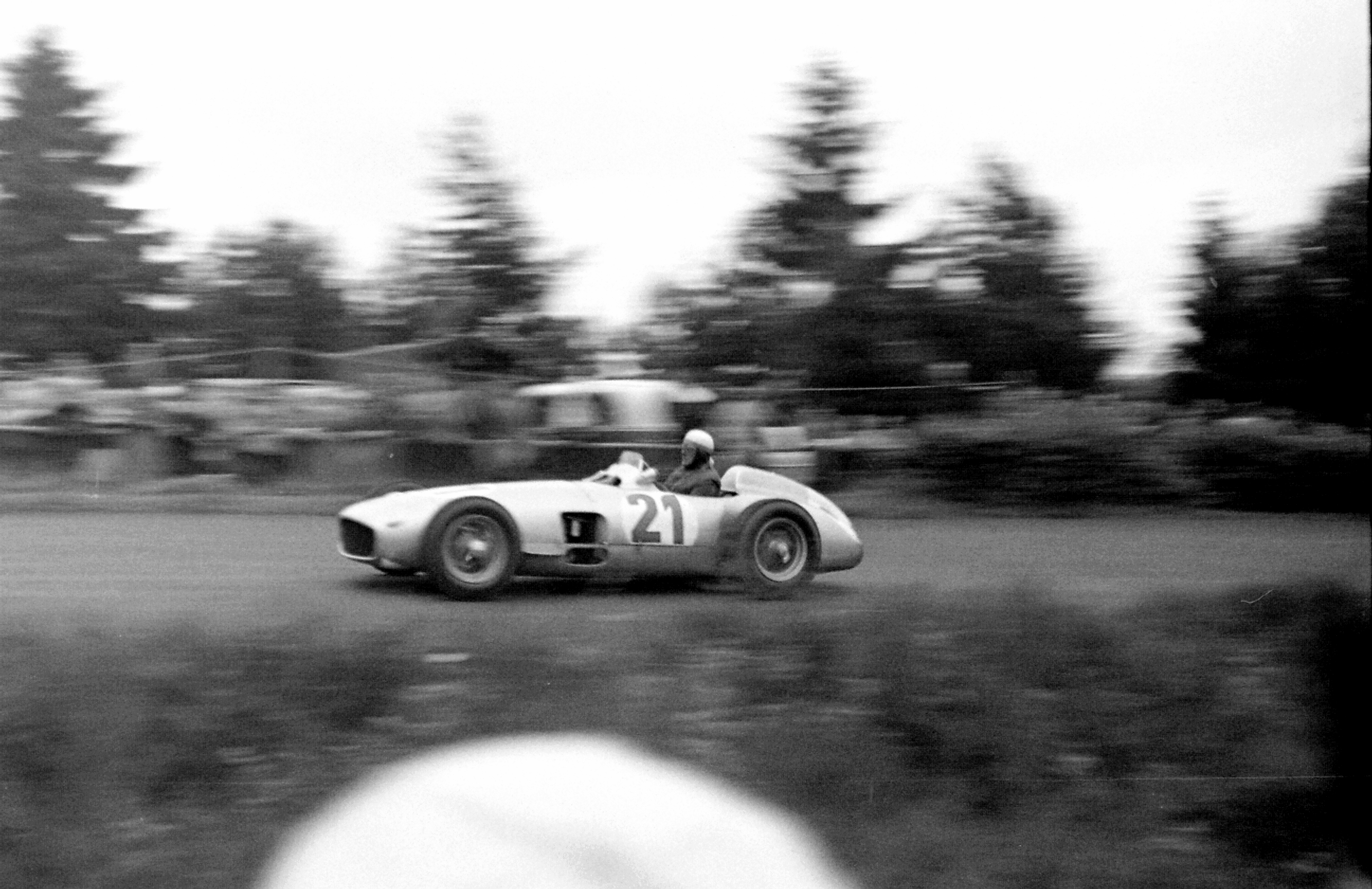
Parmi les engagés, le vétéran allemand Hermann Lang qui dispose de la troisième Mercedes à carrosserie ouverte.

| no | Pilote                | Écurie                    | Constructeur  | Modèle                       | Moteur           | Pneumatiques |
| -- | --------------------- | ------------------------- | ------------- | ---------------------------- | ---------------- | ------------ |
| 1  | José Froilán González | Scuderia Ferrari          | Ferrari       | Ferrari 625                  | Ferrari L4       | P            |
| 2  | Maurice Trintignant   | Scuderia Ferrari          | Ferrari       | Ferrari 625                  | Ferrari L4       | P            |
| 3  | Mike Hawthorn         | Scuderia Ferrari          | Ferrari       | Ferrari 625                  | Ferrari L4       | P            |
| 4  | Piero Taruffi         | Scuderia Ferrari          | Ferrari       | Ferrari 625                  | Ferrari L4       | P            |
| 5  | Luigi Villoresi       | Officine Alfieri Maserati | Maserati      | Maserati 250F                | Maserati L6      | P            |
| 6  | Onofre Marimon        | Officine Alfieri Maserati | Maserati      | Maserati 250F                | Maserati L6      | P            |
| 7  | Sergio Mantovani      | Officine Alfieri Maserati | Maserati      | Maserati 250F                | Maserati L6      | P            |
| 8  | Roberto Mieres        | Privé                     | Maserati      | Maserati 250F                | Maserati L6      | P            |
| 9  | Jean Behra            | Equipe Gordini            | Gordini       | Gordini T16                  | Gordini L6       | E            |
| 10 | Paul Frère            | Equipe Gordini            | Gordini       | Gordini T16                  | Gordini L6       | E            |
| 11 | Clemar Bucci          | Equipe Gordini            | Gordini       | Gordini T16                  | Gordini L6       | E            |
| 12 | André Pilette         | Equipe Gordini            | Gordini       | Gordini T16                  | Gordini L6       | E            |
| 14 | Prince Bira           | Privé                     | Maserati      | Maserati 250F                | Maserati L6      | P            |
| 15 | Harry Schell          | Privé                     | Maserati      | Maserati A6SSG               | Maserati L6      | P            |
| 16 | Stirling Moss         | Privé                     | Maserati      | Maserati 250F                | Maserati L6      | P            |
| 17 | Ken Wharton           | Owen Racing Organisation  | Maserati      | Maserati 250F                | Maserati L6      | D            |
| 18 | Juan Manuel Fangio    | Daimler Benz AG           | Mercedes-Benz | Mercedes-Benz W196           | Mercedes-Benz L8 | C            |
| 19 | Karl Kling            | Daimler Benz AG           | Mercedes-Benz | Mercedes-Benz W196           | Mercedes-Benz L8 | C            |
| 20 | Hans Herrmann         | Daimler Benz AG           | Mercedes-Benz | Mercedes-Benz W196 (carénée) | Mercedes-Benz L8 | C            |
| 21 | Hermann Lang          | Daimler Benz AG           | Mercedes-Benz | Mercedes-Benz W196           | Mercedes-Benz L8 | C            |
| 22 | Theo Helfrich         | Hans Klenk                | Klenk         | Klenk                        | BMW L6           | P            |
| 24 | Robert Manzon         | Écurie Rosier             | Ferrari       | Ferrari 625                  | Ferrari L4       | P            |
| 25 | Louis Rosier          | Écurie Rosier             | Ferrari       | Ferrari 500                  | Ferrari L4       | D            |

## Qualifications
Les séances qualificatives se déroulent les jeudi, vendredi et samedi précédant la course. Le jeudi se déroule entièrement sous la pluie, ainsi que le vendredi. Ce n'est que le samedi que les pilotes vont réellement pouvoir réaliser des temps significatifs, la piste ayant séché. Chez Mercedes, les nouvelles versions à carrosserie ouverte réclamées par les pilotes ont été tout juste terminées la veille, et n'ont pu être testées. Trois seulement sont disponibles pour Juan Manuel Fangio, Karl Kling et Hermann Lang, le jeune Hans Herrmann disposant d'une version carénée. Fangio est le premier à essayer la version ouverte, il réalise d'emblée des temps très prometteurs, tournant immédiatement en moins de dix minutes. En fin de matinée, il va réaliser un temps de 9 min 50 s 1 (139 km/h de moyenne), battant de deux secondes le record officiel de la piste, réalisé par Lang quinze ans auparavant. Excepté le ferrariste Mike Hawthorn (9 min 53 s 3), aucun autre pilote ne parviendra à tourner en moins de dix minutes. Kling a perdu une roue lors de son premier tour lancé : sans temps officiel, il devra prendre le départ de la course en dernière position. Lang, quant à lui, n'a pu faire mieux que 10 min 13 s, à plus de vingt secondes de son record !
À la fin de la session du matin, on apprend une nouvelle tragique : le jeune pilote argentin Onofre Marimon, voulant améliorer sa position sur la grille, avait repris la piste pour boucler quatre tours. Alors qu'il aborde la descente de Wehrseifen pour la troisième fois, une roue avant se bloque au freinage, et la Maserati sort de la piste, s'écrasant quelques mètres plus bas. Sans connaissance, le pilote est transporté à l'hôpital, où il décède quelques heures plus tard,. L'accident marque énormément les pilotes, la plupart cessant immédiatement de tourner. Malgré leur rivalité légendaire, Fangio et González, tous deux effondrés, tombent dans les bras l'un de l'autre à l'annonce de la mort de leur jeune protégé.

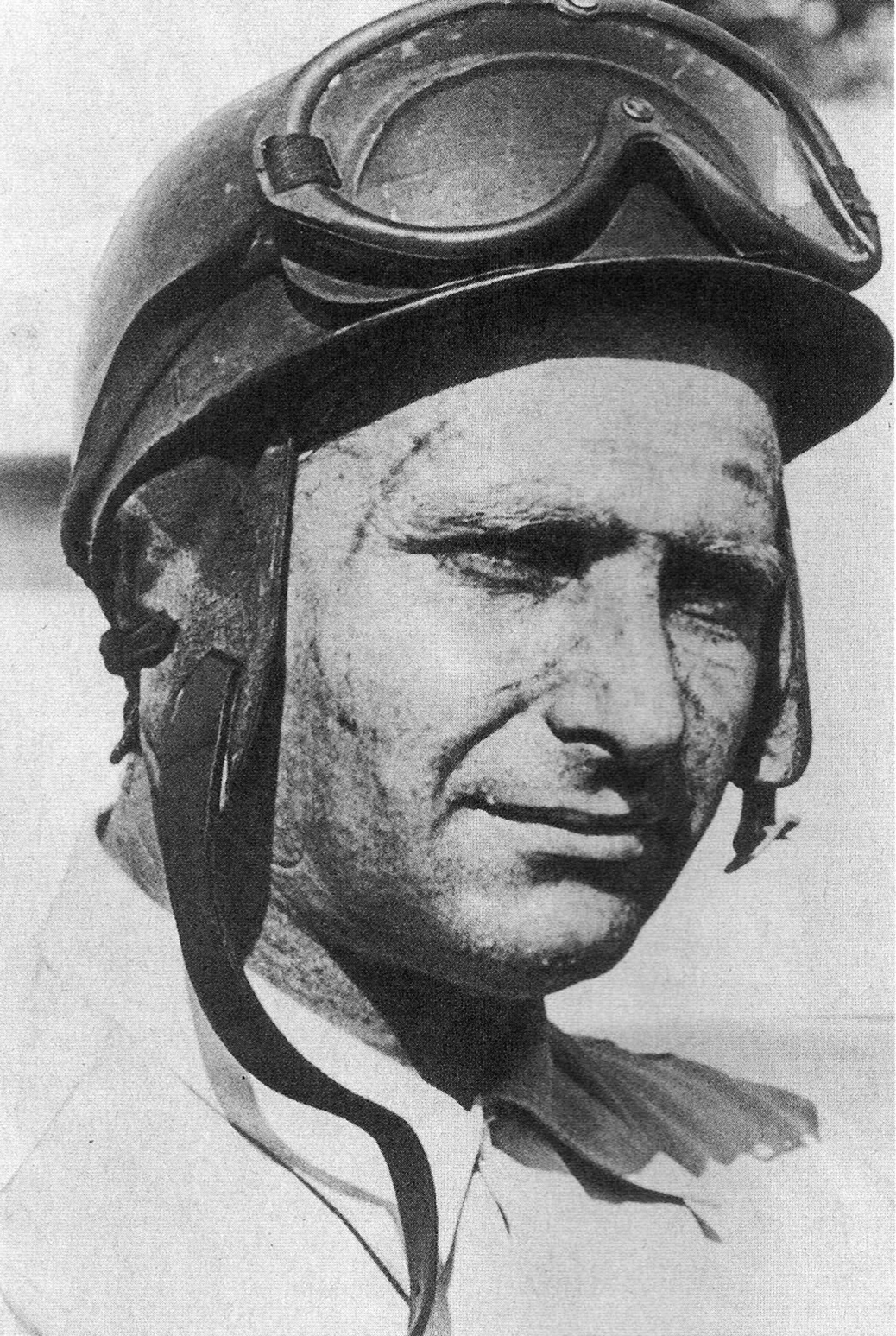
Fangio s'est une fois encore montré le plus rapide, mais la mort de Marimon a considérablement affecté le champion argentin.

| Pos. | no | Pilote                | Écurie        | Temps                | Écart          |
| ---- | -- | --------------------- | ------------- | -------------------- | -------------- |
| 1    | 18 | Juan Manuel Fangio    | Mercedes-Benz | 9 min 50 s 1         |                |
| 2    | 3  | Mike Hawthorn         | Ferrari       | 9 min 53 s 3         | + 3 s 2        |
| 3    | 16 | Stirling Moss         | Maserati      | 10 min 00 s 7        | + 10 s 6       |
| 4    | 20 | Hans Herrmann         | Mercedes-Benz | 10 min 01 s 5        | + 11 s 4       |
| 5    | 1  | José Froilán González | Ferrari       | 10 min 01 s 8        | + 11 s 7       |
| 6    | 10 | Paul Frère            | Gordini       | 10 min 05 s 9        | + 15 s 8       |
| 7    | 2  | Maurice Trintignant   | Ferrari       | 10 min 07 s 5        | + 17 s 4       |
| 8    | 6  | Onofre Marimon        | Maserati      | temps non communiqué |                |
| 9    | 9  | Jean Behra            | Gordini       | 10 min 11 s 9        | + 21 s 8       |
| 10   | 5  | Luigi Villoresi       | Maserati      | temps non communiqué |                |
| 11   | 21 | Hermann Lang          | Mercedes-Benz | 10 min 13 s 1        | + 23 s 0       |
| 12   | 24 | Robert Manzon         | Ferrari       | 10 min 16 s 1        | + 26 s 0       |
| 13   | 4  | Piero Taruffi         | Ferrari       | 10 min 23 s 0        | + 32 s 9       |
| 14   | 15 | Harry Schell          | Maserati      | 10 min 28 s 7        | + 38 s 6       |
| 15   | 7  | Sergio Mantovani      | Maserati      | 10 min 39 s 1        | + 49 s 0       |
| 16   | 11 | Clemar Bucci          | Gordini       | 10 min 43 s 7        | + 53 s 6       |
| 17   | 8  | Roberto Mieres        | Maserati      | 10 min 47 s 0        | + 56 s 9       |
| 18   | 25 | Louis Rosier          | Ferrari       | 11 min 04 s 3        | + 1 min 14 s 2 |
| 19   | 14 | Prince Bira           | Maserati      | 11 min 10 s 3        | + 1 min 20 s 2 |
| 20   | 12 | André Pilette         | Gordini       | 11 min 13 s 4        | + 1 min 23 s 3 |
| 21   | 22 | Theo Helfrich         | Klenk Meteor  | 11 min 18 s 3        | + 1 min 28 s 2 |

## Grille de départ du Grand Prix
| 1re ligne | Pos. 3                           |                                  | Pos. 2                            |                                      | Pos. 1                             |
|           | Moss Maserati 10 min 00 s 7      |                                  | Hawthorn Ferrari 9 min 53 s 3     |                                      | Fangio Mercedes-Benz 9 min 50 s 1  |
| 2e ligne  |                                  | Pos. 5                           |                                   | Pos. 4                               |                                    |
|           |                                  | González Ferrari 10 min 01 s 8   |                                   | Herrmann Mercedes-Benz 10 min 01 s 5 |                                    |
| 3e ligne  | Pos. 8                           |                                  | Pos. 7                            |                                      | Pos. 6                             |
|           | Emplacement vide                 |                                  | Trintignant Ferrari 10 min 07 s 5 |                                      | Frère Gordini 10 min 05 s 9        |
| 4e ligne  |                                  | Pos. 10                          |                                   | Pos. 9                               |                                    |
|           |                                  | Emplacement vide                 |                                   | Behra Gordini 10 min 11 s 9          |                                    |
| 5e ligne  | Pos. 13                          |                                  | Pos. 12                           |                                      | Pos. 11                            |
|           | Taruffi Ferrari 10 min 23 s 0    |                                  | Manzon Ferrari 10 min 16 s 1      |                                      | Lang Mercedes-Benz 10 min 13 s 1   |
| 6e ligne  |                                  | Pos. 15                          |                                   | Pos. 14                              |                                    |
|           |                                  | Mantovani Maserati 10 min 39 s 1 |                                   | Schell Maserati 10 min 28 s 7        |                                    |
| 7e ligne  | Pos. 18                          |                                  | Pos. 17                           |                                      | Pos. 16                            |
|           | Rosier Ferrari 11 min 04 s 3     |                                  | Mieres Maserati 10 min 47 s 0     |                                      | Bucci Gordini 10 min 43 s 7        |
| 8e ligne  |                                  | Pos. 20                          |                                   | Pos. 19                              |                                    |
|           |                                  | Pilette Gordini 11 min 13 s 4    |                                   | Bira Maserati 11 min 10 s 3          |                                    |
| 9e ligne  | Pos. 23                          |                                  | Pos. 22                           |                                      | Pos. 21                            |
|           | Kling Mercedes-Benz pas de temps |                                  | Emplacement vide                  |                                      | Helfrich Klenk Meteor pas de temps |

- Mortellement blessé aux essais au volant de sa Maserati, Onofre Marimon devait partir en troisième ligne. Une place en quatrième ligne et une place en neuvième ligne sont également restées vacantes à la suite des retraits de Luigi Villoresi et de Ken Wharton.

## Déroulement de la course
La course va avoir lieu par un temps chaud et sec, le ciel restant toutefois menaçant. La foule est considérable, le nombre de spectateurs étant estimé à trois cents mille. Après l'accident mortel du pilote argentin Onofre Marimon aux essais, le comte Orsi (propriétaire de Maserati) souhaiterait que ses pilotes ne participent pas ; Luigi Villoresi ne prend donc pas le départ, tout comme le Britannique Ken Wharton, engagé sur une Maserati privée, mais sur la troisième voiture officielle Sergio Mantovani est néanmoins présent sur la grille. Également très affecté par la mort de son jeune compatriote, Juan Manuel Fangio est sur le point de déclarer forfait. Alfred Neubauer, directeur sportif de l'équipe Mercedes-Benz, parvient toutefois à le faire revenir sur sa décision, et le leader du championnat va finalement s'élancer de la pole position, mais sa motivation est au plus bas.
Il est 13 h 15 lorsque le directeur de course abaisse son drapeau. Autre pilote argentin durement touché par l'accident de Marimon, José Froilán González va néanmoins prendre un départ époustouflant. S'élançant depuis l'extérieur de la deuxième ligne, il déborde immédiatement ses adversaires et inscrit sa Ferrari en tête à l'abord de la courbe sud, précédant Fangio, Stirling Moss (Maserati) et les deux Mercedes d'Hermann Lang et Hans Herrmann. Paul Frère a calé son moteur : il va devoir pousser sa Gordini pour la remettre en marche, perdant le bénéfice de sa bonne position au départ. González, avantagé par une monoplace plus légère (un ravitaillement en carburant a été prévu), mène avec autorité ce premier tour devant Fangio. Mais ce dernier va combler son retard dans la longue ligne droite (plus de deux kilomètres), et au prix d'une manœuvre très précise et très audacieuse, il déborde son compatriote dans la rapide courbe gauche de Tiergarten. Fangio repasse devant les stands avec une demi-seconde d'avance sur González, lui-même suivi à trois secondes par Moss, Lang, Herrmann et Mike Hawthorn, qui a regagné quelques places après un départ très moyen sur sa Ferrari. Parti en dernière ligne, Karl Kling (Mercedes-Benz) est déjà remonté en dixième position.

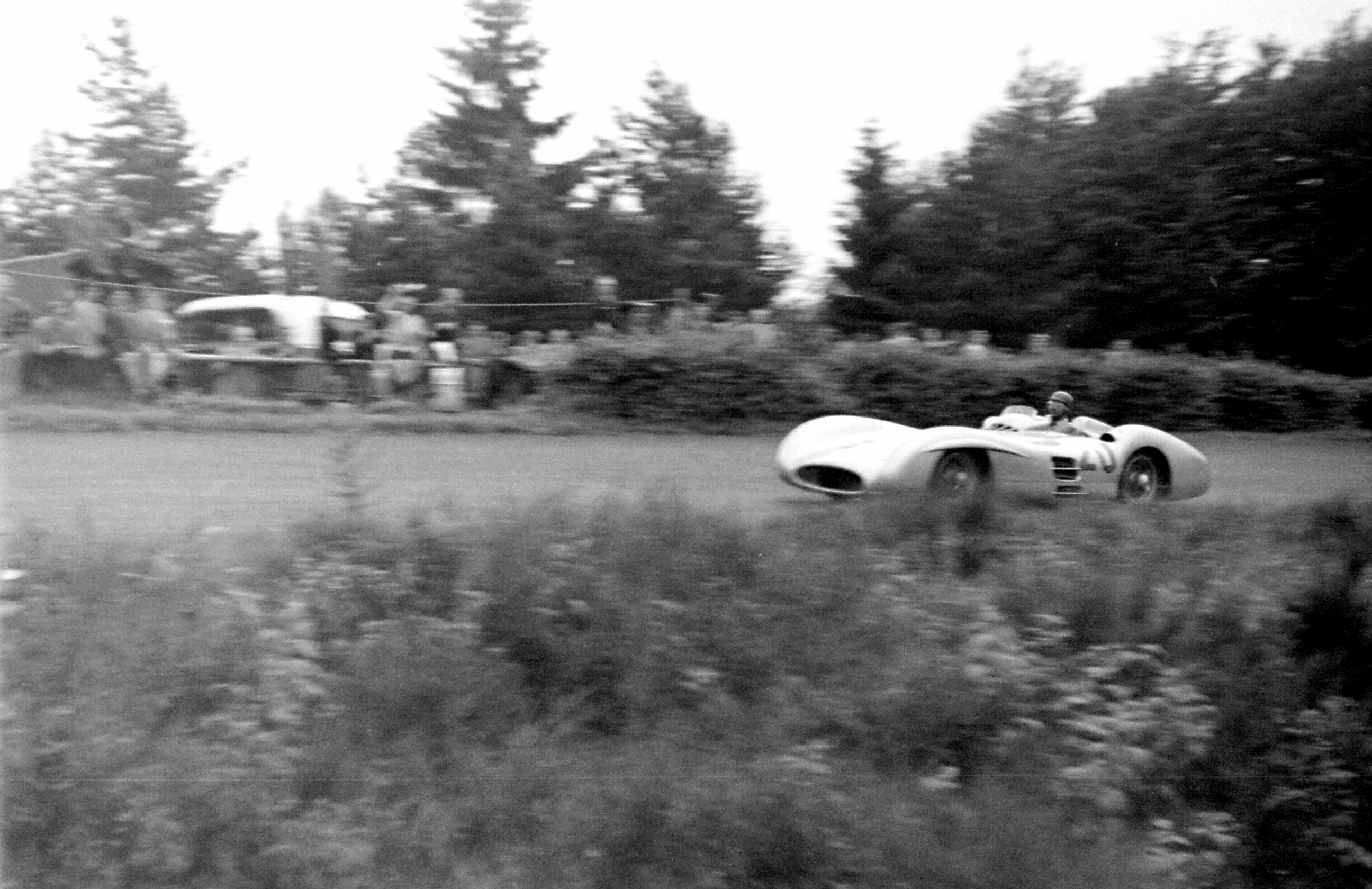
Hans Herrmann au volant de la Mercedes W196 carénée

Au second tour, tandis que Fangio augmente progressivement son avance, Moss doit abandonner (bielle coulée). Jean Behra (Gordini) connaît des problèmes d'allumage et va devoir s'arrêter au stand pour remplacement des bougies. Sans ménagement pour sa voiture, Kling a encore gagné deux places et se rapproche rapidement des concurrents qui le précèdent. Au troisième tour, il est cinquième, devançant son coéquipier Herrmann qui semble en difficulté. Peu après, Hawthorn renonce, pont arrière cassé, voila Kling quatrième derrière Lang et les deux Mercedes se rapprochent de González qui compte déjà une dizaine de secondes de retard sur Fangio. Au cinquième passage devant les stands, Lang s'est emparé de la seconde place devant González, maintenant menacé par Kling qui le dépassera deux boucles plus tard.
Au tiers de la course, les trois Mercedes non carénées sont donc en tête (Fangio comptant alors une quinzaine de secondes d'avance sur Lang et Kling), devant les deux Ferrari de González et Maurice Trintignant, ce dernier comptant déjà un retard important sur les Mercedes. Herrmann, qui pilote la seule Mercedes carénée, n'est que sixième et continue à perdre du terrain. Il va d'ailleurs abandonner peu après, conduite de carburant défaillante. La menace Ferrari écartée, Fangio ne prend aucun risque, se contentant de gérer son avance sur Lang. Au stand Mercedes, Neubauer a d'ailleurs donné pour consigne de maintenir les positions. Kling ne semble pourtant pas décidé à respecter ces directives. Il continue à attaquer et au début du dixième tour prend le meilleur sur Lang, se lançant à la poursuite de Fangio. La machine de Lang commence à avoir des ratés, et le vétéran allemand ne va pouvoir éviter un tête-à-queue ; moteur calé, il abandonne. Il ne reste plus que deux Mercedes en course (très loin devant González qui a sérieusement réduit l'allure), et Neubauer s'agite devant les stands pour freiner les ardeurs de Kling. En vain : à la fin du quatorzième tour, le pilote-essayeur allemand a rejoint son chef de file. Au suivant, il est devant, sous les acclamations de la foule. De rage, Neubauer a déchiré le contrat de son pilote, jugeant intolérable ce non-respect des consignes. Kling continue à attaquer, se détachant de Fangio. Il bat le record du tour, mais est victime peu après d'une casse de sa suspension arrière. Fangio reprend aussitôt la tête et se détache aussitôt, sa voiture, ménagée depuis le départ, ne lui causant aucun souci.
Entre-temps, González s'est arrêté au stand pour ravitailler. Épuisé après une nuit sans sommeil à la suite du drame de la veille, il cède le volant à Hawthorn, qui repart en troisième position. Malgré ses problèmes, Kling (toujours second) poursuit sa course, et ce n'est qu'à la fin du dix-neuvième tour qu'il s'arrête à son stand, où l'attendent les foudres de son directeur sportif ! Il explique alors que, à cause d'une fuite de carburant, il avait prévu de prendre suffisamment d'avance pour compenser le temps d'un ravitaillement. L'état de la voiture et du pilote, aspergé d'essence, confirment ses dires, et Neubauer accepte ses arguments. L'arrêt va permettre à la Ferrari d'Hawthorn de passer en seconde position. Kling repart troisième, juste devant Trintignant, mais sa voiture endommagée ne lui permet pas de résister et le pilote français s’empare aussitôt de la troisième place.
La course s'achève sans changement notable, Fangio enlevant une nouvelle victoire qui lui assure pratiquement le titre mondial. Dans ces conditions particulièrement dramatiques, il a fait preuve d'une maîtrise et d'un professionnalisme admirables.

### Classements intermédiaires
Classements intermédiaires des monoplaces aux premier, troisième, cinquième, septième, dixième, quinzième et dix-huitième tours.

### Classement de la course

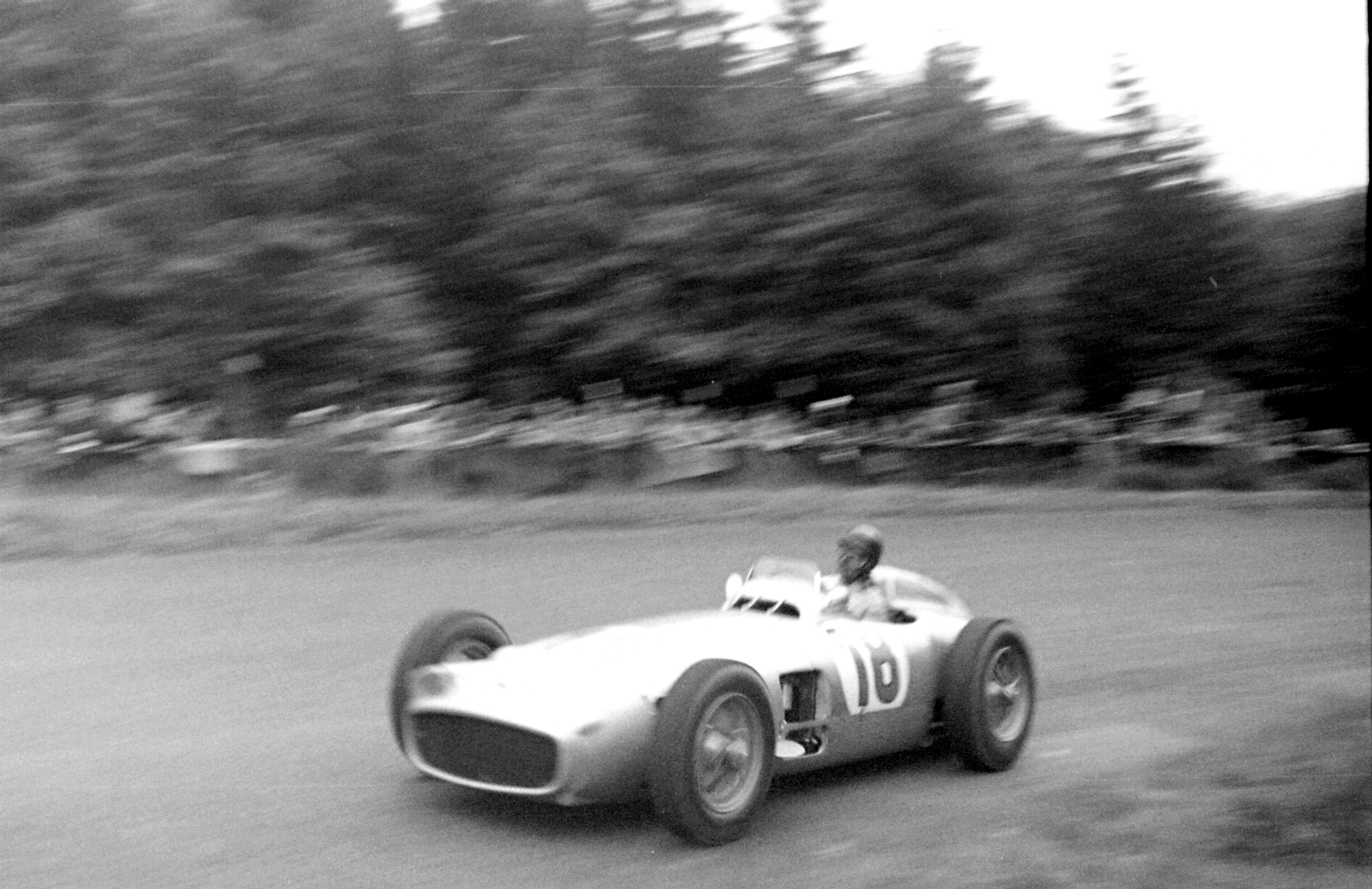
Fangio a fait preuve d'une grande maîtrise pour imposer la nouvelle Mercedes à carrosserie ouverte. Sa voiture est équipée d'une prise d'air additionnelle à l'avant.

| Pos  | No | Pilote                              | Écurie           | Tours | Temps/Abandon                      | Grille | Points |
| ---- | -- | ----------------------------------- | ---------------- | ----- | ---------------------------------- | ------ | ------ |
| 1    | 18 | Juan Manuel Fangio                  | Mercedes-Benz    | 22    | 3 h 45 min 45 s 8                  | 1      | 8      |
| 2    | 1  | José Froilán González Mike Hawthorn | Ferrari          | 22    | 3 h 47 min 22 s 3 (+ 1 min 36 s 5) | 5      | 3      |
| 3    | 2  | Maurice Trintignant                 | Ferrari          | 22    | 3 h 50 min 54 s 4 (+ 5 min 08 s 6) | 7      | 4      |
| 4    | 19 | Karl Kling                          | Mercedes-Benz    | 22    | 3 h 51 min 52 s 3 (+ 6 min 06 s 5) | 23     | 4      |
| 5    | 7  | Sergio Mantovani                    | Maserati         | 22    | 3 h 54 min 36 s 3 (+ 8 min 50 s 5) | 15     | 2      |
| 6    | 4  | Piero Taruffi                       | Ferrari          | 21    | 3 h 45 min 47 s 4 (+ 1 tour)       | 13     |        |
| 7    | 15 | Harry Schell                        | Maserati         | 21    | 3 h 51 min 27 s 2 (+ 1 tour)       | 14     |        |
| 8    | 25 | Louis Rosier                        | Ferrari          | 21    | 3 h 57 min 26 s 1 (+ 1 tour)       | 11     |        |
| 9    | 24 | Robert Manzon                       | Ferrari          | 20    | 3 h 45 min 53 s 2 (+ 2 tours)      | 12     |        |
| 10   | 9  | Jean Behra                          | Gordini          | 20    | 3 h 53 min 13 s 1 (+ 2 tours)      | 9      |        |
| Abd. | 14 | Prince Bira                         | Maserati         | 18    | Direction                          | 19     |        |
| Abd. | 21 | Hermann Lang                        | Mercedes-Benz    | 10    | Sortie de piste                    | 13     |        |
| Abd. | 11 | Clemar Bucci                        | Gordini          | 8     | Perte d'une roue                   | 16     |        |
| Abd. | 22 | Theo Helfrich                       | Klenk Meteor-BMW | 8     | Moteur                             | 21     |        |
| Abd. | 20 | Hans Herrmann                       | Mercedes-Benz    | 7     | Fuite d'essence                    | 4      |        |
| Abd. | 10 | Paul Frère                          | Gordini          | 4     | Perte d'une roue                   | 4      |        |
| Abd. | 3  | Mike Hawthorn                       | Ferrari          | 3     | Transmission                       | 3      |        |
| Abd. | 8  | Roberto Mieres                      | Maserati         | 2     | Fuite d'essence                    | 17     |        |
| Abd. | 16 | Stirling Moss                       | Maserati         | 1     | Coussinet de bielle                | 3      |        |
| Abd. | 12 | André Pilette                       | Gordini          | 0     | Suspension                         | 20     |        |
| Np.  | 6  | Onofre Marimon                      | Maserati         |       | Accident mortel                    | 8      |        |
| Ret. | 5  | Luigi Villoresi                     | Maserati         |       | Retrait volontaire                 | 10     |        |
| Ret. | 17 | Ken Wharton                         | Maserati         |       | Retrait volontaire                 | 22     |        |

Légende:
- Abd.= Abandon - Np.=Non partant.

### Pole position et record du tour

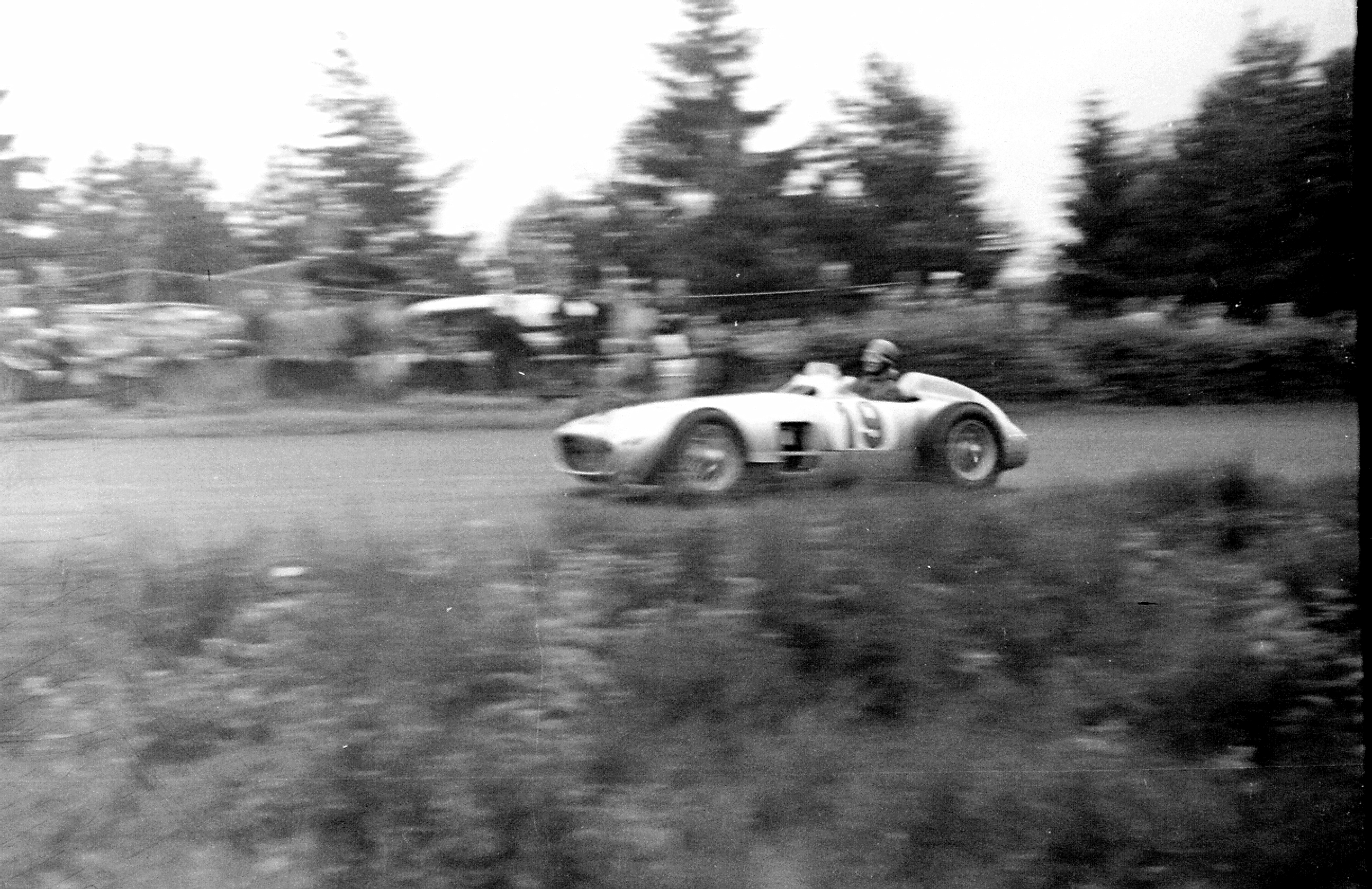
Karl Kling, le plus rapide en course sur sa Mercedes à carrosserie ouverte.

- Pole position :  Juan Manuel Fangio en 9 min 50 s 1  (vitesse moyenne : 139,156 km/h). Temps réalisé lors de la séance qualificative du samedi 31 juillet[10].
- Meilleur tour en course :  Karl Kling en 9 min 55 s 1 (vitesse moyenne : 137,987 km/h) au seizième tour.

### Tours en tête
- Juan Manuel Fangio : 20 tours (1-14 / 17-22)
- Karl Kling : 2 tours (15-16)
- Bien que ne figurant pas officiellement parmi les pilotes ayant mené la course, José Froilán González a effectué plus de vingt kilomètres en tête au volant de sa Ferrari, le pilote argentin n'ayant été débordé par Fangio qu'à la fin du premier tour.

## Classement général à l'issue de la course
- attribution des points : 8, 6, 4, 3, 2 respectivement aux cinq premiers de chaque épreuve et 1 point supplémentaire pour le pilote ayant accompli le meilleur tour en course (signalé par un astérisque). En Grande-Bretagne, le meilleur tour a été accompli par sept pilotes, crédités chacun de 0,14 point (un septième).
- Le règlement permet aux pilotes de se relayer sur une même voiture, les points éventuellement acquis étant alors partagés. Troy Ruttman et Duane Carter marquent chacun un point et demi pour leur quatrième place à Indianapolis, Mike Hawthorn et José Froilán González marquent chacun un point et demi pour leur quatrième place en Belgique et trois pour leur seconde place en Allemagne.
- Sur dix épreuves qualificatives prévues pour le championnat du monde 1954, neuf seront effectivement courues, le Grand Prix des Pays-Bas, programmé le 6 juin[14], ayant été annulé.

| Pos. | Pilote                | Écurie                   | Points | ARG | 500 | BEL | FRA | GBR   | ALL | SUI | ITA | ESP |
| ---- | --------------------- | ------------------------ | ------ | --- | --- | --- | --- | ----- | --- | --- | --- | --- |
| 1    | Juan Manuel Fangio    | Maserati & Mercedes-Benz | 36,14  | 8   | -   | 9*  | 8   | 3,14* | 8   |     |     |     |
| 2    | José Froilán González | Ferrari                  | 17,64  | 5*  | -   | 1,5 | -   | 8,14* | 3   |     |     |     |
| 3    | Maurice Trintignant   | Ferrari                  | 15     | 3   | -   | 6   | -   | 2     | 4   |     |     |     |
| 4    | Mike Hawthorn         | Ferrari                  | 10,64  | -   | -   | 1,5 | -   | 6,14* | 3   |     |     |     |
| 5    | Karl Kling            | Mercedes-Benz            | 10     | -   | -   | -   | 6   | -     | 4*  |     |     |     |
| 6    | Bill Vukovich         | Kurtis Kraft             | 8      | -   | 8   | -   | -   | -     | -   |     |     |     |
| 7    | Giuseppe Farina       | Ferrari                  | 6      | 6   | -   | -   | -   | -     | -   |     |     |     |
|      | Jimmy Bryan           | Kuzma                    | 6      | -   | 6   | -   | -   | -     | -   |     |     |     |
| 9    | Jack McGrath          | Kurtis Kraft             | 5      | -   | 5*  | -   | -   | -     | -   |     |     |     |
| 10   | Stirling Moss         | Maserati                 | 4,14   | -   | -   | 4   | -   | 0,14* | -   |     |     |     |
|      | Onofre Marimon        | Maserati                 | 4,14   | -   | -   | -   | -   | 4,14* | -   |     |     |     |
| 12   | Robert Manzon         | Ferrari                  | 4      | -   | -   | -   | 4   | -     | -   |     |     |     |
| 13   | Prince Bira           | Maserati                 | 3      | -   | -   | -   | 3   | -     | -   |     |     |     |
| 14   | Élie Bayol            | Gordini                  | 2      | 2   | -   | -   | -   | -     | -   |     |     |     |
|      | Mike Nazaruk          | Kurtis Kraft             | 2      | -   | 2   | -   | -   | -     | -   |     |     |     |
|      | André Pilette         | Gordini                  | 2      | -   | -   | 2   | -   | -     | -   |     |     |     |
|      | Luigi Villoresi       | Maserati                 | 2      | -   | -   | -   | 2   | -     | -   |     |     |     |
|      | Sergio Mantovani      | Maserati                 | 2      | -   | -   | -   | -   | -     | 2   |     |     |     |
| 19   | Troy Ruttman          | Kurtis Kraft             | 1,5    | -   | 1,5 | -   | -   | -     | -   |     |     |     |
|      | Duane Carter          | Kurtis Kraft             | 1,5    | -   | 1,5 | -   | -   | -     | -   |     |     |     |
| 21   | Hans Herrmann         | Mercedes-Benz            | 1      | -   | -   | -   | 1*  | -     | -   |     |     |     |
| 22   | Alberto Ascari        | Maserati                 | 0,14   | -   | -   | -   | -   | 0,14* | -   |     |     |     |
|      | Jean Behra            | Gordini                  | 0,14   | -   | -   | -   | -   | 0,14* | -   |     |     |     |

## À noter
- 11e victoire en championnat du monde pour Juan Manuel Fangio.
- 2e victoire en championnat du monde pour Mercedes en tant que constructeur.
- 2e victoire en championnat du monde pour Mercedes en tant que motoriste.
- L'accident mortel d'Onofre Marimon pendant les essais est le premier accident de l'histoire du championnat du monde de Formule 1 ayant entraîné la mort d'un pilote.
- Avec 3 h 45 min 45 s 8, ce fut le plus long Grand Prix de championnat du monde F1 (en excluant les 500 miles d'Indianapolis) jusqu'au Grand Prix du Canada 2011 qui dura officiellement 4 h 4 min 39 s 537 (la course ayant été interrompue durant deux heures et cinq minutes).
- Voiture copilotée : n°1, José Froilán González (16 tours) puis Mike Hawthorn (6 tours) se partagent les points de la deuxième place.